# Arany Szem
Az Arany Szem (franciául: L'Œil d'or) a cannes-i fesztiválon 2015 óta adományozott filmművészeti díj, melyet a franciaországi dokumentumfilmekkel kapcsolatos szerzői jogok kezelését végző Multimédiás Alkotók Polgári Társasága  és a Nemzeti Audiovizuális Intézet  által közösen felkért független zsűri ítél oda a legjobb dokumentumfilmnek.
A díjazás kiterjed mind a hivatalos válogatás szekcióiban (verseny- és versenyen kívüli program, Un certain regard, Cannes-i Klasszikusok, különleges előadások), mind pedig a párhuzamos rendezvények (Kritikusok Hete, Rendezők Kéthete) keretében bemutatott egész estés és rövidfilmes alkotásokra.
A nyertes dokumentumfilm alkotója 5000 € pénzjutalomban részesül, melyet a SCAM képviselője ad át számára ünnepélyes keretek között.
A díj mellett a zsűri külön dicséretben is részesíthet egy-egy alkotást.

## Díjazottak

### Arany Szem nyertesek
| Év   | Magyar cím                                       | Eredeti cím                                      | Rendező                                          | Ország                                           | Szekció                                          | Megj.                                            |
| ---- | ------------------------------------------------ | ------------------------------------------------ | ------------------------------------------------ | ------------------------------------------------ | ------------------------------------------------ | ------------------------------------------------ |
| 2015 | –––                                              | Allende, mi abuelo Allende                       | Marcia Tambutti Allende                          | CHI • MEX                                        | Rendezők Kéthete                                 | [ * 1 ] [ 7 ]                                    |
| 2016 | –––                                              | Cinema Novo                                      | Eryk Rocha                                       | BRA                                              | Cannes-i Klasszikusok                            | [ * 2 ]                                          |
| 2017 | Arcélek, útszélek                                | Visages, villages                                | Agnès Varda és JR                                | FRA                                              | Versenyen kívül                                  | [ * 3 ]                                          |
| 2018 | –––                                              | La strada dei Samouni                            | Stefano Savona                                   | FRA • ITA                                        | Rendezők Kéthete                                 | [ * 4 ]                                          |
| 2019 | Kislányomnak, Samának                            | For Sama                                         | Waad Al Kateab és Edward Watts                   | SYR • GBR                                        | Versenyen kívül                                  | (megosztva)                                      |
| 2019 | –––                                              | La cordillère des songes                         | Patricio Guzmán                                  | CHI                                              | Versenyen kívül                                  | (megosztva)                                      |
| 2020 | A Covid19-pandémia miatt nem osztottak ki díjat. | A Covid19-pandémia miatt nem osztottak ki díjat. | A Covid19-pandémia miatt nem osztottak ki díjat. | A Covid19-pandémia miatt nem osztottak ki díjat. | A Covid19-pandémia miatt nem osztottak ki díjat. | A Covid19-pandémia miatt nem osztottak ki díjat. |
| 2021 | –––                                              | A Night of Knowing Nothing                       | Payal Kapadia                                    | IND                                              | Rendezők Kéthete                                 | [ * 6 ]                                          |
| 2022 | Minden, ami lélegzik                             | All that breathes                                | Shaunak Sen                                      | IND • USA • GBR                                  | Különleges előadások                             | [ * 7 ]                                          |
| 2023 | –––                                              | Kadib Abyad                                      | Asmae El Moudir                                  | MAR • QAT • SAU • EGY                            | Verseny                                          | (megosztva)                                      |
| 2023 | Négy nővér                                       | Les filles d'Olfa                                | Kaouther Ben Hania                               | FRA • SAU • GER • TUN                            | Un certain regard                                | (megosztva)                                      |
| 2024 | –––                                              | Ernest Cole                                      | Raoul Peck                                       | MAR • QAT • SAU • EGY                            | Különleges előadások                             | (megosztva)                                      |
| 2024 | –––                                              | Rafaat einy ll sama (رفات عيني لل سما)           | Nada Riyadh, Ayman El Amir                       | EGY • FRA • DEN • QAT• SAU                       | Kritikusok Hete                                  | (megosztva)                                      |

### Arany Szem külön dicséret
| Év   | Magyar cím                                       | Eredeti cím                                      | Rendező                                          | Ország                                           | Szekció                                          | Megj.                                            |
| ---- | ------------------------------------------------ | ------------------------------------------------ | ------------------------------------------------ | ------------------------------------------------ | ------------------------------------------------ | ------------------------------------------------ |
| 2015 | –––                                              | Jag är Ingrid                                    | Stig Björkman                                    | SWE                                              | Cannes-i Klasszikusok                            | [ * 1 ]                                          |
| 2016 | –––                                              | The Cinema Travelers                             | Shirley Abraham és Amit Madheshiya               | IND                                              | Cannes-i Klasszikusok                            | [ * 2 ]                                          |
| 2017 | –––                                              | Makala                                           | Emmanuel Gras                                    | FRA                                              | Kritikusok Hete                                  | [ * 3 ]                                          |
| 2018 | –––                                              | Libre                                            | Michel Toesca                                    | FRA                                              | Különleges előadások                             | [ * 4 ]                                          |
| 2018 | –––                                              | The Eyes of Orson Welles                         | Mark Cousins                                     | UK                                               | Cannes-i Klasszikusok                            | [ * 4 ]                                          |
| 2019 | Ezen a címen nem osztották díjat.                | Ezen a címen nem osztották díjat.                | Ezen a címen nem osztották díjat.                | Ezen a címen nem osztották díjat.                | Ezen a címen nem osztották díjat.                | [ * 5 ]                                          |
| 2020 | A Covid19-pandémia miatt nem osztottak ki díjat. | A Covid19-pandémia miatt nem osztottak ki díjat. | A Covid19-pandémia miatt nem osztottak ki díjat. | A Covid19-pandémia miatt nem osztottak ki díjat. | A Covid19-pandémia miatt nem osztottak ki díjat. | A Covid19-pandémia miatt nem osztottak ki díjat. |
| 2021 | –––                                              | Babij Jar. Kontekszt (Бабий Яр. Контекст)        | Szergej Loznica                                  | UKR • NED                                        | Különleges előadások                             | [ * 6 ]                                          |
| 2022 | –––                                              | Mariupolis 2                                     | Mantas Kvedaravičius                             | LTU • FRA • GER                                  | Különleges előadások                             | [ * 7 ]                                          |
| 2023 | Ezen a címen nem osztották díjat.                | Ezen a címen nem osztották díjat.                | Ezen a címen nem osztották díjat.                | Ezen a címen nem osztották díjat.                | Ezen a címen nem osztották díjat.                | [ * 8 ]                                          |
| 2024 | Ezen a címen nem osztották díjat.                | Ezen a címen nem osztották díjat.                | Ezen a címen nem osztották díjat.                | Ezen a címen nem osztották díjat.                | Ezen a címen nem osztották díjat.                | [ * 9 ]                                          |